# Liechtenstein az Eurovíziós Dalfesztiválokon
Liechtenstein eddig egyetlen alkalommal sem vett részt az Eurovíziós Dalfesztiválon.
A liechtensteini műsorsugárzó a 1FLTV, amely 2010-ben vált volna tagjává az Európai Műsorsugárzók Uniójának, 2010 óta minden évben próbált csatlakozni a versenyhez, de nem vették fel a taglistára őket.

## Története
Az 1970-es években Liechtenstein kormánya kísérletet tett a nemzet részvételére,  1975 novemberében még egy kétdalos nemzeti döntőt is tartottak, ahol kiválasztották Mike Tuttlies és Horst Hornung My Little Cowboy című dalát, melyet Biggi Bachmann adott elő. A dalnak az ország debütáló pályaműve lett volna az 1976-os Eurovíziós Dalfesztiválon, azonban mivel a liechtensteini kormány félreértette a részvételi szabályokat, a nevezésüket elutasították, mivel nem rendelkeztek saját nemzeti műsorszolgáltatóval, amellyel részt tudnak volna venni. 2008. augusztus 15-én a hercegség kormánya által létrehozott 1FL TV lett az első liechtensteini székhelyű műsorszolgáltató. Ennek a megléte lehetővé tenné, hogy az ország először indulhasson az Eurovíziós Dalfesztiválon, ha úgy döntene, hogy csatlakozik az EBU-hoz, ami a versenyen való részvétel előfeltétele. Nem sokkal a televíziótársaság megalapítása után azonban a műsorszolgáltató bejelentette, hogy jelenleg nem akarnak csatlakozni az EBU-hoz, mivel nem rendelkeznek azzal a dalfesztiválon való részvételhez szükséges költségvetéssel. Azonban 2009 júliusában az 1FL TV hivatalosan is bejelentette, hogy július végéig jelentkeznek az EBU-ba azzal a szándékkal, hogy részt vehessenek a 2010-es Eurovíziós Dalfesztiválon. Ez év novemberében a televíziótársaság mégis úgy döntött, hogy elhalasztják a debütálásukat anyagi okok miatt, így elkezdtek más lehetőségek után kutatni az EBU-tagság jövőbeni finanszírozására. Az 1FL TV legközelebb 2010. július 29-én nyújtotta be EBU-tagság iránti kérelmét. Ha elfogadták volna, a műsorszolgáltató teljes jogú tagságot szerzett volna, és nevezhetett volna a 2011-es Eurovíziós Dalfesztiválra. Liechtenstein azonban nem szerepelt végül a hivatalos résztvevői listán. 2012 végén Peter Kölbel, az 1FL TV igazgatója kijelentette, hogy az ország legkorábban 2013-ban vehetne részt a versenyen. A műsorszolgáltató 2010 óta próbált állami támogatást szerezni a részvételhez, de sikertelenül tette ezt a későbbiekben is. Jelenleg nincsenek kimondott tervei a társaságnak az EBU-hoz való csatlakozásra. Az ország azóta sem tudta megszerezni az EBU-tagágot, így a versenyen sem tudtak elindulni. A műsorszolgáltató később leállította az EBU-tagsággal kapcsolatos terveit, amikor Peter Kölbel váratlanul meghalt. A liechtensteini kormány támogatására is szükség lenne ahhoz, hogy az EBU-taggá válás és a verseny részvételi díjának költségeit fedezni tudják. 2022. augusztus 9-én Sandra Woldt, az 1FL TV új igazgatója bejelentette, hogy a műsorszolgáltató nem kíván EBU-tagságot szerezni, így kizárttá vált az Eurovíziós Dalfesztiválon való debütálás is a jövőben.

### Nyelvhasználat
A nyelvhasználatot korlátozó szabály 1999-ig volt érvényben, vagyis Liechtenstein jövőbeni lehetséges debütálásakor majd szabadon megválaszthatják az indulók, hogy milyen nyelvű dallal neveznek.

## Résztvevők
| Év   | Előadó         | Dal              | Magyar fordítás | Döntő           | Pontszám        | Elődöntő        | Pontszám        |
| ---- | -------------- | ---------------- | --------------- | --------------- | --------------- | --------------- | --------------- |
| 1976 | Biggi Bachmann | My Little Cowboy | Kis cowboy      | Diszkvalifikált | Diszkvalifikált | Diszkvalifikált | Diszkvalifikált |